# Seznam železničních tunelů v Česku

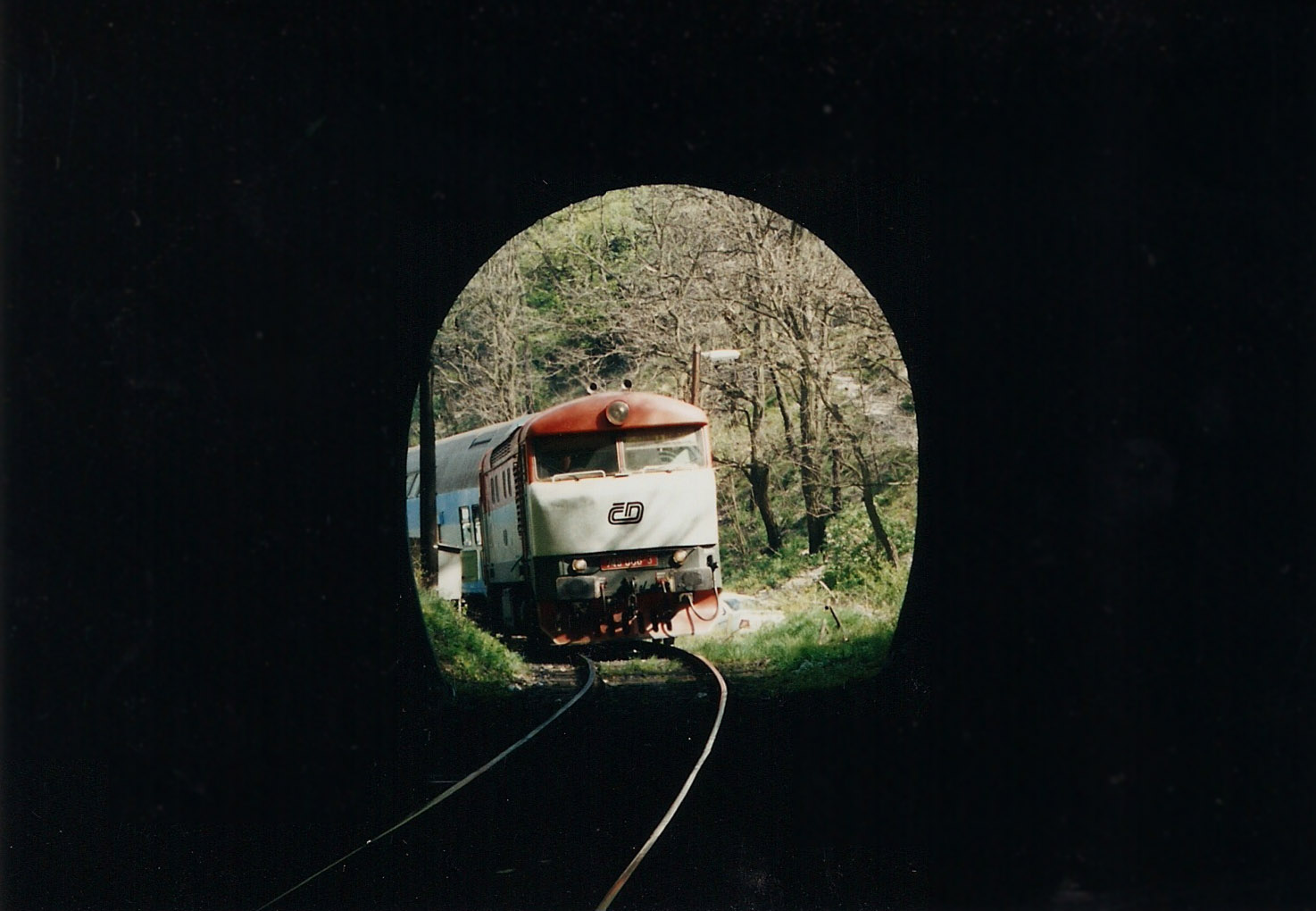
Jarovský tunel zevnitř

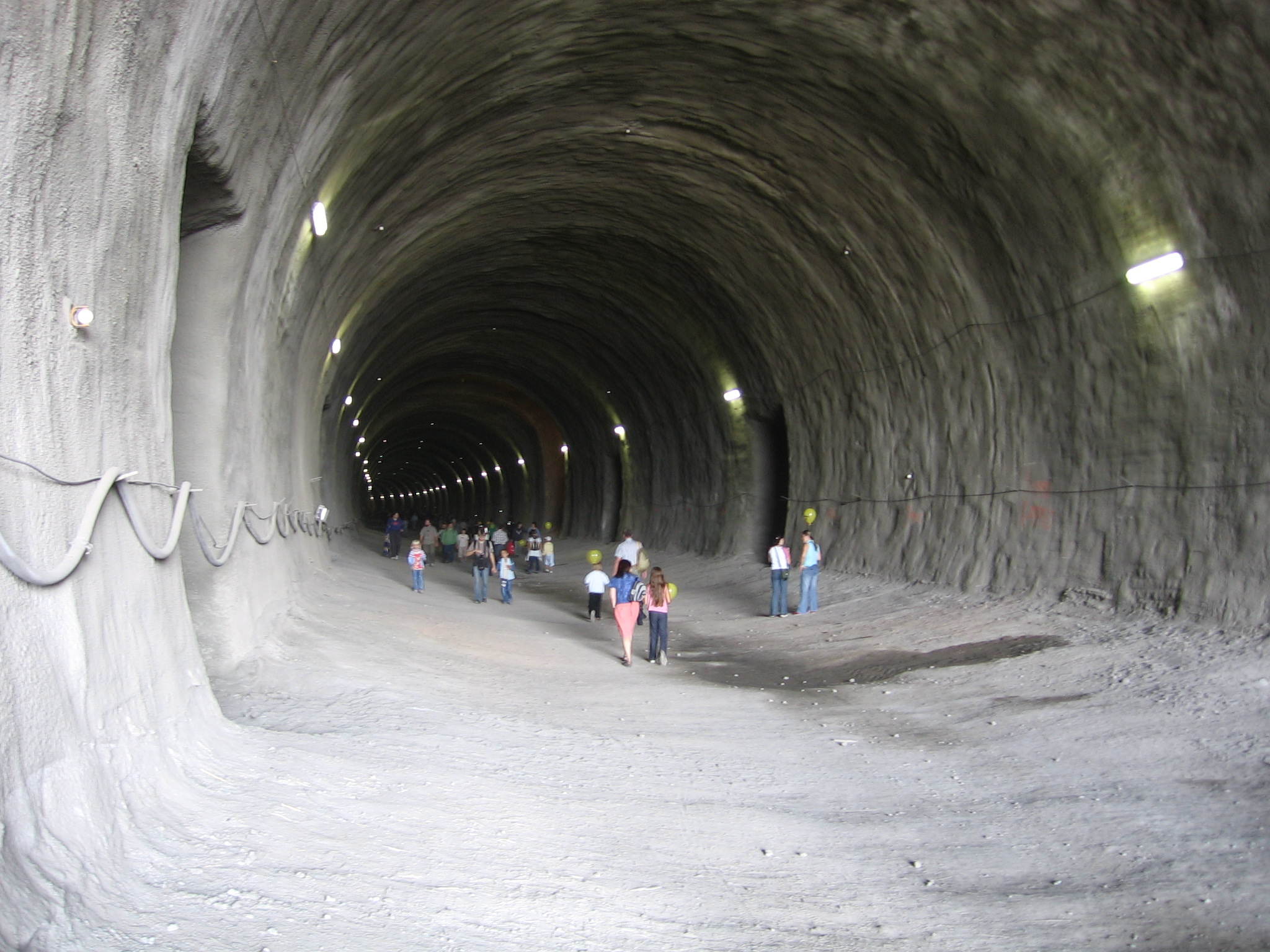
Jeden z tunelů Nového spojení, na snímku z roku 2006 ještě ve výstavbě

Železniční tunely v Česku jsou na železničních tratích ve správě státní organizace Správa železnic, která k roku 2022 spravovala celkem 169 tunelů o celkové délce 55,9 km.

## Tunely podle stavebního provedení

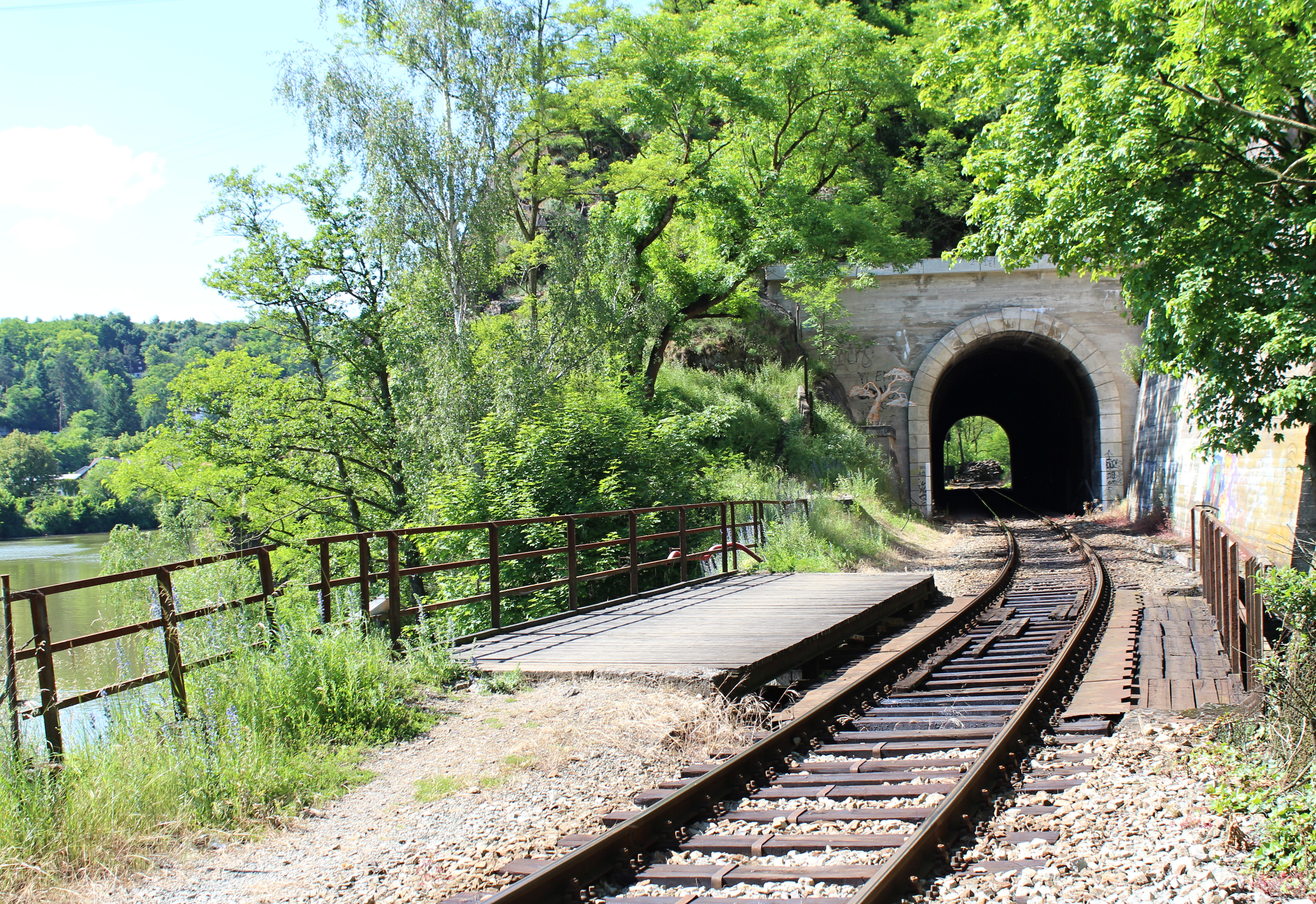
Mezi jednokolejné a krátké železniční tunely patří Libřický tunel na trati z Prahy do Čerčan

Ze 149 tunelů o celkové délce 36,5 km, které České dráhy evidovaly k 30. 1. 2002, bylo:
- 60 tunelů o celkové délce 18,3 km stavebně dvoukolejných,[2] z toho asi v polovině je položena a provozována jen jedna kolej[2] (k roku 2007 bylo 36 dvoukolejných a dalších 31 stavebně dvoukolejných s jednou provozovanou kolejí[3])
- 89 tunelů o celkové délce 18,2 km stavebně jednokolejných v roce 2002[2] (k roku 2007 již jen 87[3])

V roce 2013 bylo v provozu 117 tunelů s jednou kolejí a 44 tunelů dvojkolejných.
Polubenský tunel je se sklonem 53 ‰ nejstrmějším v Česku.

## Tunely podle stáří
Ze 151 tunelů (stav k 2002) bylo 103 tunelů postaveno v 19. století. V roce 2013 činilo průměrné stáří provozovaných tunelů 111 let, tunelů mladších 100 let bylo 36. Mezi lety 1990 a 2013 bylo postaveno 18 tunelů.
Nejstarší tunely
Nejstaršími železničními tunely v Česku byly Tatenický (zrušen 2004), Třebovický (zrušen 2005) a Choceňský tunel (zrušen 1949), zprovozněné roku 1845 na trati z Olomouce do Prahy. Nejstaršími provozovanými tunely je soustava Blanenských tunelů a Muzlovský tunel (všechny na trati z Brna do České Třebové), kterými začaly vlaky jezdit v roce 1849.
Nejmladší tunely
Krátce po druhé světové válce proběhla výstavba či zprovoznění několika tunelů, v následujících desetiletích však vznikaly další tunely jen ojediněle (Libeňský 1975, Novosedelský 1980, Vinohradský III 1989 a Blanenský č. 8/2 1992). Po roce 2000 začala masivnější výstavba nových tunelů díky budování tranzitních železničních koridorů. Nejdelším z nich je Ejpovický tunel zprovozněný v roce 2018. Nejmladším je Zvěrotický tunel, který byl zprovozněn v roce 2022.

## Tunely podle délky
Nejdelší tunely
Tunelů o délce do 350 metrů je 123, zbylých 26 tunelů bylo k 30. 1. 2002 delších. Tunely o délce nad 350 metrů jsou podle protipožární vyhlášky č. 246/2001 Sb. řazeny mezi objekty se složitými podmínkami pro zásah.
Fungujících tunelů, které svou délkou přesahují 1000 metrů, je v Česku k prosinci 2018 deset. Nejdelší, Ejpovický tunel, byl postaven nedaleko Plzně na třetím tranzitním koridoru a do provozu byl uveden během listopadu a prosince 2018. Druhý nejdelší, Březenský, byl postaven nedaleko Chomutova na přeložce železniční tratě vyvolané postupem těžby hnědého uhlí. Tento 1758 m dlouhý jednokolejný tunel byl zprovozněn v roce 2007. Třetím nejdelším je letitý Špičácký tunel na trati Plzeň – Železná Ruda, jehož délka činí 1747 m. Tento tunel je stavebně dvoukolejný, ale provozovaný pouze s jednou kolejí. Zprovozněn byl v roce 1876. Následuje jej dvojice tunelů Nového spojení v Praze – Vítkovský tunel I a II. Další tři tunely s délkou nad jeden kilometr tvoří komplex postupně stavěných Vinohradských tunelů v Praze. Osmým je Krasíkovský tunel na trati Česká Třebová – Přerov, zprovozněný v roce 2004 v rámci staveb Třetího železničního koridoru a devátý Zahradnický, zprovozněný v roce 2012 v rámci modernizace Čtvrtého železničního koridoru mezi Prahou a Českými Budějovicemi.
Na 17km úseku Ševětín – Nemanice I mají být postaveny tunely Hosínský o délce 3 120 m a Chotýčanský o délce 4 810 m, který by se stal nejdelším tunelem v Česku.
| Tunel             | Délka [m] | Zahájení provozu | Trať                                                   |
| ----------------- | --------- | ---------------- | ------------------------------------------------------ |
| Ejpovický         | 4 150     | 2018             | 170 Praha – Plzeň                                      |
| Březenský         | 1 758     | 2007             | 124 Lužná u Rakovníka – Chomutov                       |
| Špičácký          | 1 747     | 1876             | 183 Plzeň – Železná Ruda                               |
| Vítkovský jižní   | 1 365     | 2008             | 070+231 Praha hl.n. – Praha-Vysočany (Nové spojení)    |
| Vítkovský severní | 1 314     | 2008             | 011 Praha hl.n. – Praha-Libeň (Nové spojení)           |
| Vinohradský I     | 1 146     | 1871             | 171 Pražská spojovací dráha Praha hl.n – Praha-Smíchov |
| Vinohradský II    | 1 126     | 1944             | 221 Praha hl.n. – Praha-Vršovice                       |
| Vinohradský III   | 1 125     | 1989             | 221 Praha hl.n. – Praha-Vršovice                       |
| Krasíkovský       | 1 098     | 2004             | 270 Česká Třebová – Olomouc                            |
| Zahradnický       | 1 044     | 2012             | 220 Praha – České Budějovice                           |
| Polubenský        | 940       | 1902             | 036 Tanvald – Harrachov                                |
| Návojský          | 888       | 1928             | 283 Horní Lideč – Bylnice                              |
| Mezno             | 840       | 2022             | 220 Praha – České Budějovice                           |
| Ještědský         | 815       | 1900             | 086 Česká Lípa – Liberec                               |
| Deboreč           | 660       | 2022             | 220 Praha – České Budějovice                           |
| Sychrovský        | 640       | 1859             | 030 Turnov – Liberec                                   |
| Loučský           | 633       | 1953             | 250 Tišnov – Vlkov u Tišnova                           |
| Havlíčkobrodský   | 623       | 1952             | 250 Havlíčkův Brod – Žďár nad Sázavou                  |
| Jablunkovský II   | 612       | 2013             | 320 Český Těšín – Čadca                                |

Plánovány jsou tunel Oucmanice (4 985 m) a tunel Hemže (1 157 m) na trati Kolín – Česká Třebová, Hosínský tunel (3 120 m), Chotýčanský tunel (4 775 m) na trati Benešov u Prahy – České Budějovice. Mezi nejsmělejší záměry patří Berounský tunel (dřívější názvy Tachlovický tunel, Barrandovský tunel) o délce 24,7 km, který by měl být postaven na vysokorychlostní trati Praha – Beroun.
Nejkratší tunely
Nejkratším z evidovaných tunelů je Nelahozeveský tunel I o délce 23,3 metru.
V letech 1896 – 1957 byl nejkratší Jáchymovský tunel na trati z Ostrova do Jáchymova o délce 18,3 metru.

## Správa a stav
Správu tunelů upravoval u Českých drah předpis S6.
V rámci prohlídek správce tunely klasifikuje do tří stupňů podle stavebního stavu. Jako nevyhovující (tedy stupeň 3) bylo k roku 2001 vyhodnoceno 22 tunelů, zejména na tratích nejnižší kategorie. Příslušné oddělení ČD zpracovalo v roce 1999 Koncepci údržby mostů a tunelů Českých drah, v jejímž rámci vyčíslilo jednotkovou potřebu financí na údržbu tunelů.

## Legislativa a normy
Požadavky na přípravu, výstavbu i sledování tunelů stanovila norma TNŽ 73 7508, která byla po roce 2000 nahrazována ČSN 73 7508 Železniční tunely.

## Seznam tunelů
| Evid. č. | Název                   | Obec (k. ú.) místo                                                              | Okres                     | Úsek                                                                     | Trať                                                   | Kolejí (stav./prov.) | Délka [m] | Zahájení provozu |
| -------- | ----------------------- | ------------------------------------------------------------------------------- | ------------------------- | ------------------------------------------------------------------------ | ------------------------------------------------------ | -------------------- | --------- | ---------------- |
| 2        | Svojšínský              | Ošelín 49°47′3″ s. š., 12°51′38″ v. d.                                          | okres Tachov              | Svojšín–Ošelín, km 395,700–395,853                                       | 178 Plzeň – Cheb                                       | 1                    | 151,78    | 1871             |
| 3        | Ošelínský               | Bor (Damnov) 49°47′17″ s. š., 12°50′26″ v. d.                                   | okres Tachov              | Ošelín–Pavlovice                                                         | 178 Plzeň – Cheb                                       | 1                    | 52,55     | 1871             |
| 4        | Pavlovický              | Planá (Pavlovice nad Mží) 49°49′22″ s. š., 12°47′14″ v. d.                      | okres Tachov              | Ošelín–Pavlovice                                                         | 178 Plzeň – Cheb                                       | 1                    | 220,80    | 1871             |
| 5        | Železnorudský           | Železná Ruda 49°8′22″ s. š., 13°14′7″ v. d.                                     | okres Klatovy             | Železná Ruda centrum – Železná Ruda město                                | 183 Plzeň – Železná Ruda                               | 2/1                  | 198,00    | 1878             |
| 6        | Špičácký                | Železná Ruda (Špičák) 49°10′17″ s. š., 13°13′13″ v. d.                          | okres Klatovy             | Hojsova Stráž-Brčálník – Špičák                                          | 183 Plzeň – Železná Ruda                               | 2/1                  | 1747,25   | 1878             |
| 7        | Milenecký               | Dešenice (Milence) 49°15′46″ s. š., 13°9′27″ v. d.                              | okres Klatovy             | Dešenice – Zelená Lhota                                                  | 183 Plzeň – Železná Ruda                               | 2/1                  | 162,00    | 1878             |
| 8        | Velký Plaský            | Plasy 49°56′46″ s. š., 13°22′2″ v. d.                                           | okres Plzeň-sever         | Plasy – Horní Hradiště                                                   | 160 Plzeň – Žatec                                      | 1                    | 247,90    | 1872             |
| 9        | Malý Plaský             | Pláně (Vrážné) 49°57′15″ s. š., 13°21′32″ v. d.                                 | okres Plzeň-sever         | Horní Hradiště – Mladotice zastávka                                      | 160 Plzeň – Žatec                                      | 1                    | 132,80    | 1872             |
| 10       | Stříbrný                | Zbečno (Újezd nad Zbečnem) 50°0′59″ s. š., 13°53′13″ v. d.                      | okres Rakovník            | Újezd nad Zbečnem – Roztoky u Křivoklátu                                 | 174 Beroun – Rakovník                                  | 1                    | 34,90     | 1875             |
| 11       | Nad Budy                | Velká Buková 50°2′6″ s. š., 13°52′12″ v. d.                                     | okres Rakovník            | Roztoky u Křivoklátu – Křivoklát                                         | 174 Beroun – Rakovník                                  | 1                    | 234,80    | 1875             |
| 12       | Pod královskou pěšinkou | Velká Buková 50°2′29″ s. š., 13°52′5″ v. d.                                     | okres Rakovník            | Křivoklát – Městečko u Křivoklátu                                        | 174 Beroun – Rakovník                                  | 1                    | 154,50    | 1875             |
| 13       | Pod Basou               | Městečko 50°2′53″ s. š., 13°51′40″ v. d.                                        | okres Rakovník            | Křivoklát – Městečko u Křivoklátu                                        | 174 Beroun – Rakovník                                  | 1                    | 217,40    | 1875             |
| 14       | Chlumský                | Pavlíkov (Chlum u Rakovníka) 50°4′25″ s. š., 13°46′51″ v. d.                    | okres Rakovník            | Lašovice – Chlum u Rakovníka                                             | 174 Beroun – Rakovník                                  | 1                    | 79,90     | 1875             |
| 15       | Džbán                   | Mutějovice (Lhota pod Džbánem) 50°13′ s. š., 13°42′44″ v. d.                    | okres Rakovník            | Domoušice – Mutějovice                                                   | 126 Most – Rakovník                                    | 1                    | 105,42    | 1904             |
| 16       | Žlutický                | Žlutice 50°4′48″ s. š., 13°8′25″ v. d.                                          | okres Karlovy Vary        | Žlutice – Borek u Žlutic                                                 | 161 Rakovník – Bečov nad Teplou                        | 1                    | 25,00     | 1898             |
| 17       | Borecký                 | Pšov (Borek) 50°3′34″ s. š., 13°8′3″ v. d.                                      | okres Karlovy Vary        | Borek u Žlutic – Štědrá                                                  | 161 Rakovník – Bečov nad Teplou                        | 1                    | 86,00     | 1898             |
| 18       | Vlkovický               | Vlkovice (Martinov u Mariánských Lázní) 49°56′25″ s. š., 12°44′27″ v. d.        | okres Cheb                | Vlkovice – Mariánské Lázně město                                         | 149 Mariánské Lázně – Karlovy Vary                     | 1                    | 240,90    | 1898             |
| 19       | Dolnohamerský I         | Nová Ves (Louka) 50°2′37″ s. š., 12°49′24″ v. d.                                | okres Sokolov             | Bečov nad Teplou – Louka u Mariánských Lázní                             | 149 Mariánské Lázně – Karlovy Vary                     | 1                    | 132,38    | 1898             |
| 20       | Dolnohamerský II        | Nová Ves (Louka) 50°2′59″ s. š., 12°49′32″ v. d.                                | okres Sokolov             | Bečov nad Teplou – Louka u Mariánských Lázní                             | 149 Mariánské Lázně – Karlovy Vary                     | 1                    | 40,60     | 1898             |
| 21       | Dolnohamerský III       | Otročín (Tisová u Otročína) 50°3′4″ s. š., 12°49′30″ v. d.                      | okres Karlovy Vary        | Bečov nad Teplou – Louka u Mariánských Lázní                             | 149 Mariánské Lázně – Karlovy Vary                     | 1                    | 115,10    | 1898             |
| 22       | Dolnohamerský IV        | Nová Ves (Louka) 50°3′20″ s. š., 12°49′50″ v. d.                                | okres Sokolov             | Bečov nad Teplou – Louka u Mariánských Lázní                             | 149 Mariánské Lázně – Karlovy Vary                     | 1                    | 134,60    | 1898             |
| 23       | Bečovský                | Bečov nad Teplou 50°5′20″ s. š., 12°50′17″ v. d.                                | okres Karlovy Vary        | Vodná – Bečov nad Teplou                                                 | 149 Mariánské Lázně – Karlovy Vary                     | 1                    | 248,20    | 1898             |
| 24       | Doubský                 | Karlovy Vary (Doubí u Karlových Var) 50°12′26″ s. š., 12°49′50″ v. d.           | okres Karlovy Vary        | Doubí u Karlových Varů – Karlovy Vary-Březová                            | 149 Mariánské Lázně – Karlovy Vary                     | 1                    | 126,12    | 1898             |
| 28       | Loketský II             | Loket 50°11′16″ s. š., 12°45′22″ v. d.                                          | okres Sokolov             | Loket – Loket předměstí                                                  | 144 Nové Sedlo u Lokte – Loket                         | 1                    | 66,20     | 1901             |
| 32       | Novosedelský            | Nové Sedlo 50°11′58″ s. š., 12°44′15″ v. d.                                     | okres Sokolov             | Nové Sedlo u Lokte – Královské Poříčí                                    | 140 Chomutov – Cheb                                    | 2                    | 210,00    | 1980             |
| 51       | Ještědský               | Křižany, Kryštofovo Údolí (Novina) 50°45′20″ s. š., 14°55′37″ v. d.             | okres Liberec             | Novina – Křižany                                                         | 086 Liberec – Česká Lípa                               | 1                    | 815,44    | 1900             |
| 52       | U Myslivny              | Kryštofovo Údolí 50°45′44″ s. š., 14°56′36″ v. d.                               | okres Liberec             | Kryštofovo Údolí – Novina                                                | Trať 086 Liberec – Česká Lípa                          | 1                    | 40,55     | 1900             |
| 53       | Kryštofský              | Kryštofovo Údolí 50°46′13″ s. š., 14°56′22″ v. d.                               | okres Liberec             | Kryštofovo Údolí – Novina                                                | Trať 086 Liberec – Česká Lípa                          | 1                    | 48,00     | 1900             |
| 54       | Karlovský I             | Liberec (Machnín) 50°46′35″ s. š., 14°57′49″ v. d.                              | okres Liberec             | Karlov pod Ještědem – Kryštofovo Údolí                                   | 086 Liberec – Česká Lípa                               | 1                    | 317,70    | 1900             |
| 55       | Karlovský II            | Liberec (Machnín) 50°46′35″ s. š., 14°57′49″ v. d.                              | okres Liberec             | Karlov pod Ještědem – Kryštofovo Údolí                                   | 086 Liberec – Česká Lípa                               | 1                    | 51,10     | 1900             |
| 56       | Františkovský           | Františkov nad Ploučnicí 50°43′41″ s. š., 14°19′22″ v. d.                       | okres Děčín               | Benešov nad Ploučnicí – Františkov nad Ploučnicí                         | 086 Děčín – Česká Lípa                                 | 2/1                  | 362,70    | 1902             |
| 58       | Jakubský                | Děčín (Nebočady) 50°43′24″ s. š., 14°11′30″ v. d.                               | okres Děčín               | Těchlovice – Boletice nad Labem                                          | 073 Ústí nad Labem-Střekov – Děčín východ              | 2                    | 86,80     | 1874             |
| 59       | Děčínský                | Děčín 50°47′8″ s. š., 14°13′27″ v. d.                                           | okres Děčín               | Děčín východ dolní nádraží – Děčín-Prostřední Žleb, km 458,165 – 458,560 | 073 Děčín východ dolní nádraží – Děčín-Prostřední Žleb | 2/1                  | 395,30    | 1874             |
| 60       | Úpořínský               | Bžany (Lysec) 50°36′11″ s. š., 13°52′7″ v. d.                                   | okres Teplice             | Hradiště v Čechách – Úpořiny                                             | 097 Lovosice – Teplice v Čechách                       | 1                    | 233,70    | 1897             |
| 61       | Mikulovský              | Mikulov 50°41′38″ s. š., 13°43′17″ v. d.                                        | okres Teplice             | Mikulov v Krušných horách – Mikulov-Nové Město                           | 135 Most – Moldava v Krušných horách                   | 1                    | 334,00    | 1885             |
| 62       | Novoměstský             | Moldava (Nové Město u Mikulova) 50°41′51″ s. š., 13°42′21″ v. d.                | okres Teplice             | Mikulov v Krušných horách – Mikulov-Nové Město                           | 135 Most – Moldava v Krušných horách                   | 1                    | 210,10    | 1885             |
| 63       | Nelahozeveský I         | Kralupy nad Vltavou (Lobeč) 50°15′0″ s. š., 14°18′9″ v. d.                      | okres Mělník              | Kralupy nad Vltavou – Nelahozeves zámek                                  | 090 Děčín – Praha                                      | 2                    | 23,30     | 1850             |
| 64       | Nelahozeveský II        | Kralupy nad Vltavou (Lobeč) 50°15′1″ s. š., 14°18′9″ v. d.                      | okres Mělník              | Kralupy nad Vltavou – Nelahozeves zámek                                  | 090 Děčín – Praha                                      | 2                    | 41,00     | 1850             |
| 65       | Nelahozeveský III       | Kralupy nad Vltavou (Lobeč) 50°15′8″ s. š., 14°18′8″ v. d.                      | okres Mělník              | Kralupy nad Vltavou – Nelahozeves zámek                                  | 090 Děčín – Praha                                      | 2                    | 291,20    | 1850             |
| 66       | Karlovarský             | Karlovy Vary (Bohatice) 50°14′11″ s. š., 12°52′26″ v. d.                        | okres Karlovy Vary        | Karlovy Vary – Karlovy Vary dolní nádraží                                | 142 Karlovy Vary – Johanngeorgenstadt                  | 2/1                  | 81,40     | 1899             |
| 67       | Nejdecký                | Nejdek 50°19′31″ s. š., 12°43′40″ v. d.                                         | okres Karlovy Vary        | Nejdek – Vysoká Pec                                                      | 142 Karlovy Vary – Johanngeorgenstadt                  | 1                    | 230,20    | 1899             |
| 68       | Vysokopecký             | Nejdek 50°20′24″ s. š., 12°42′52″ v. d.                                         | okres Karlovy Vary        | Nejdek – Vysoká Pec                                                      | 142 Karlovy Vary – Johanngeorgenstadt                  | 1                    | 68,00     | 1899             |
| 69       | Novohamerský            | Nové Hamry 50°21′35″ s. š., 12°42′57″ v. d.                                     | okres Karlovy Vary        | Vysoká Pec – Nové Hamry                                                  | 142 Karlovy Vary – Johanngeorgenstadt                  | 1                    | 252,34    | 1899             |
| 70       | Rotavský                | Studenec u Oloví 50°16′6″ s. š., 12°33′ v. d.                                   | okres Sokolov             | Oloví – Rotava                                                           | Trať 145 Sokolov – Kraslice                            | 1                    | 176,7     | 1876             |
| 72       | Pod Větruší             | Ústí nad Labem 50°39′21″ s. š., 14°2′27″ v. d.                                  | okres Ústí nad Labem      | Ústí n.L. západ - Ústí n.L. hl.n.-jih                                    | spojka Ústí n.L. západ - Lovosice                      | 2                    | 103,68    | 1949             |
| 73       | Loubský                 | Děčín I 50°47′6″ s. š., 14°13′14″ v. d.                                         | okres Děčín               | Děčín východ dolní nádraží – Překladiště Loubí                           |                                                        | 1                    | 124,00    | 1874             |
| 74       | Ovčí stěna              | Děčín IV-Podmokly, Pastýřská stěna 50°46′46″ s. š., 14°12′16″ v. d.             | okres Děčín               | Děčín hlavní nádraží — Děčín-Přípeř                                      | Trať 098 Děčín - Bad Schandau                          | 2                    | 279,35    | 1849             |
| 75       | Červená skála           | Děčín IV-Podmokly, Červený vrch 50°46′58″ s. š., 14°12′25″ v. d.                | okres Děčín               | Děčín hlavní nádraží — Děčín-Přípeř                                      | Trať 098 Děčín - Bad Schandau                          | 2                    | 149,74    | 1849             |
| 101      | Vinohradský I           | Praha (Vinohrady) 50°4′29″ s. š., 14°26′2″ v. d.                                | hl. m. Praha              | Praha hl.n. - Praha-Vyšehrad                                             | Trať 171 Praha - Beroun                                | 2                    | 1145,50   | 1871             |
| 102      | Vinohradský II          | Praha (Vinohrady) 50°4′29″ s. š., 14°26′3″ v. d.                                | hl. m. Praha              | Praha hl.n. - Praha-Vršovice                                             | Trať 221 Praha - Benešov                               | 2                    | 1126,32   | 1944             |
| 103      | Vinohradský III         | Praha (Vinohrady) 50°4′40″ s. š., 14°25′59″ v. d.                               | hl. m. Praha              | Praha hl.n. - Praha-Vršovice                                             | Trať 221 Praha - Benešov                               | 2                    | 333,00    | 1989             |
| 105      | Malešický (Pod Táborem) | Praha (Hrdlořezy) 50°5′24″ s. š., 14°31′14″ v. d.                               | hl. m. Praha              | Praha-Malešice - Praha-Libeň                                             | Trať 091 Praha-Hostivař - Roztoky u Prahy              | 2/1                  | 357,84    | 1919             |
| 106      | Bubenečský              | Praha (Bubeneč) 50°6′12″ s. š., 14°25′7″ v. d.                                  | hl. m. Praha              | Praha-Bubny - Praha-Dejvice                                              | Trať 120 Praha - Kladno - Rakovník                     | 1                    | 103,60    | 1868             |
| 107      | Rynholecký              | Rynholec 50°8′3″ s. š., 13°54′47″ v. d.                                         | okres Rakovník            | Rynholec - Nové Strašecí                                                 | Trať 120 Praha - Kladno - Rakovník                     | 2/1                  | 476,20    | 1870             |
| 109      | Jarovský                | Zvole 49°56′39″ s. š., 14°23′52″ v. d.                                          | okres Praha-západ         | Dolní Břežany-Jarov - Vrané nad Vltavou                                  | Trať 210 Praha - Vrané n.Vlt. - Čerčany / Dobříš       | 1                    | 393,00    | 1897             |
| 110      | Klínecký                | Klínec 49°53′38″ s. š., 14°21′36″ v. d.                                         | okres Praha-západ         | Klínec - Bojov                                                           | Trať 210 Praha - Vrané n.Vlt. - Čerčany / Dobříš       | 1                    | 67,50     | 1897             |
| 111      | Jílovský I              | Jílové u Prahy 49°52′23″ s. š., 14°29′22″ v. d.                                 | okres Praha-západ         | Luka pod Medníkem - Jílové u Prahy                                       | Trať 210 Praha - Vrané n.Vlt. - Čerčany / Dobříš       | 1                    | 96,25     | 1881             |
| 112      | Jílovský II             | Jílové u Prahy (Luka pod Medníkem) 49°52′10″ s. š., 14°28′42″ v. d.             | okres Praha-západ         | Luka pod Medníkem - Jílové u Prahy                                       | Trať 210 Praha - Vrané n.Vlt. - Čerčany / Dobříš       | 1                    | 145,10    | 1881             |
| 113      | Pikovický               | Jílové u Prahy (Luka pod Medníkem) 49°52′33″ s. š., 14°27′8″ v. d.              | okres Praha-západ         | Petrov u Prahy - Luka pod Medníkem                                       | Trať 210 Praha - Vrané n.Vlt. - Čerčany / Dobříš       | 1                    | 50,00     | 1881             |
| 114      | Davelský                | Davle 49°53′29″ s. š., 14°24′14″ v. d.                                          | okres Praha-západ         | Odb. Skochovice - Davle                                                  | Trať 210 Praha - Vrané n.Vlt. - Čerčany / Dobříš       | 1                    | 180,00    | 1881             |
| 115      | Libřický                | Březová-Oleško (Oleško u Zvole) 49°53′38″ s. š., 14°24′14″ v. d.                | okres Praha-západ         | Odb. Skochovice - Davle                                                  | Trať 210 Praha - Vrané n.Vlt. - Čerčany / Dobříš       | 1                    | 98,06     | 1881             |
| 116      | Skochovický             | Březová-Oleško (Oleško u Zvole) 49°53′45″ s. š., 14°24′11″ v. d.                | okres Praha-západ         | Odb. Skochovice - Davle                                                  | Trať 210 Praha - Vrané n.Vlt. - Čerčany / Dobříš       | 1                    | 209,35    | 1881             |
| 117      | Ratajský I              | Rataje nad Sázavou 49°50′24″ s. š., 14°57′25″ v. d.                             | okres Kutná Hora          | Rataje nad Sázavou předm. - Rataje nad Sázavou                           | Trať 014 Kolín - Ledečko                               | 1                    | 93,60     | 1902             |
| 118      | Ratajský II             | Ledečko 49°50′49″ s. š., 14°56′47″ v. d.                                        | okres Kutná Hora          | Ledečko - Ledečko St. 1                                                  | Trať 212 Čerčany - Světlá nad Sázavou                  | 1                    | 197,00    | 1903             |
| 119      | Ledečský I              | Ledečko 49°50′57″ s. š., 14°55′32″ v. d.                                        | okres Kutná Hora          | Samopše - Ledečko                                                        | Trať 212 Čerčany - Světlá nad Sázavou                  | 1                    | 124,00    | 1901             |
| 120      | Ledečský II             | Sázava 49°52′14″ s. š., 14°54′31″ v. d.                                         | okres Benešov             | Sázava - Samopše                                                         | Trať 212 Čerčany - Světlá nad Sázavou                  | 1                    | 54,00     | 1901             |
| 121      | Samopšecký              | Sázava 49°52′17″ s. š., 14°54′37″ v. d.                                         | okres Benešov             | Sázava - Samopše                                                         | Trať 212 Čerčany - Světlá nad Sázavou                  | 1                    | 33,00     | 1901             |
| 122      | Kácovský                | Kácov 49°46′ s. š., 15°0′55″ v. d.                                              | okres Kutná Hora          | Kácov zast. - Střechov nad Sázavou                                       | Trať 212 Čerčany - Světlá nad Sázavou                  | 1                    | 93,00     | 1903             |
| 123      | Vlastějovický           | Vlastějovice 49°43′49″ s. š., 15°10′3″ v. d.                                    | okres Kutná Hora          | Laziště - Vlastějovice                                                   | Trať 212 Čerčany - Světlá nad Sázavou                  | 1                    | 88,00     | 1903             |
| 124      | Podhradský              | Ledeč nad Sázavou (Obrvaň) 49°42′20″ s. š., 15°14′35″ v. d.                     | okres Havlíčkův Brod      | Chřenovice-Podhradí - Ledeč nad Sázavou                                  | Trať 212 Čerčany - Světlá nad Sázavou                  | 1                    | 251,00    | 1903             |
| 125      | Hornoledečský           | Ledeč nad Sázavou 49°41′49″ s. š., 15°16′54″ v. d.                              | okres Havlíčkův Brod      | Ledeč nad Sázavou - Horní Ledeč                                          | Trať 212 Čerčany - Světlá nad Sázavou                  | 1                    | 30,00     | 1903             |
| 126      | Chuchelský              | Praha (Malá Chuchle) 50°1′30″ s. š., 14°23′27″ v. d.                            | hl. m. Praha              | Praha-Krč - Praha-Velká Chuchle                                          | spojka Praha-Krč - Praha - Radotín                     | 2/1                  | 500,00    | 1954             |
| 127      | Libeňský                | Praha (Libeň) 50°6′53″ s. š., 14°27′18″ v. d.                                   | hl. m. Praha              | Praha-Rokytka - Praha-Holešovice                                         | Trať 090 Praha - Ústí nad Labem                        | 2                    | 331,00    | 1975             |
| 128      | Vinohradský IIIA        | Praha (Vinohrady) 50°4′24″ s. š., 14°26′8″ v. d.                                | hl. m. Praha              | Praha hl.n. - Praha-Vršovice                                             | Trať 221 Praha - Benešov                               | 1                    | 769,00    | 1989             |
| 129      | Vinohradský IIIB        | Praha (Vinohrady) 50°4′24″ s. š., 14°26′12″ v. d.                               | hl. m. Praha              | Praha hl.n. - Praha-Vršovice                                             | Trať 221 Praha - Benešov                               | 1                    | 791,00    | 1989             |
| 151      | Litický                 | Litice nad Orlicí 50°4′58″ s. š., 16°21′20″ v. d.                               | okres Ústí nad Orlicí     | Sopotnice – Litice nad Orlicí                                            | Železniční trať Týniště nad Orlicí – Letohrad          | 2/1                  | 263,57    | 1874             |
| 152      | Hanušovický             | Vlaské 50°5′18″ s. š., 16°54′14″ v. d.                                          | Okres Šumperk             | Hanušovice – Vlaské                                                      | Trať 025 Dolní Lipka – Hanušovice                      | 2/1                  | 92,20     | 1873             |
| 153      | Vlaský                  | Vlaské 50°5′26″ s. š., 16°52′32″ v. d.                                          | Okres Šumperk             | Vlaské – Podlesí                                                         | Trať 025 Dolní Lipka – Hanušovice                      | 2/1                  | 158,80    | 1873             |
| 154      | Rybenský                | Vamberk 50°7′34″ s. š., 16°20′31″ v. d.                                         | okres Rychnov nad Kněžnou | Peklo nad Zdobnicí–Rybná nad Zdobnicí                                    | Trať 023                                               | 1                    | 75,06     | 1906             |
| 155      | Pěčínský                | Pěčín 50°9′38″ s. š., 16°24′43″ v. d.                                           | okres Rychnov nad Kněžnou | Slatina nad Zdobnicí a Pěčín                                             | Trať 023                                               | 1                    | 100,76    | 1906             |
| 156      | Bohuslavický            | Suchovršice 50°32′32″ s. š., 15°58′55″ v. d.                                    | Okres Trutnov             | Velké Svatoňovice–Trutnov střed                                          | Železniční trať Jaroměř–Trutnov                        | 1                    | 187,50    | 1868             |
| 157      | Teplický                | 50°35′8″ s. š., 16°10′49″ v. d.                                                 | Okres Náchod              | Teplice nad Metují–Teplice nad Metují                                    | Železniční trať Trutnov – Teplice nad Metují           | 1                    | 230,00    | 1908             |
| 158      | Petrovický              | Petrovice 50°31′9″ s. š., 16°12′40″ v. d.                                       | Okres Náchod              | Police nad Metují a Žďár nad Metují                                      | Trať 026                                               | 2/1                  | 289,80    | 1874             |
| 159      | Říkovský I              | Chuchelna 50°36′58″ s. š., 15°18′26″ v. d.                                      | Okres Semily              | Železný Brod — Semily                                                    | Železniční trať Pardubice – Jaroměř – Liberec          | 2/1                  | 297,00    | 1859             |
| 160      | Říkovský II             | Chuchelna 50°37′12″ s. š., 15°18′16″ v. d.                                      | Okres Semily              | Železný Brod — Semily                                                    | Železniční trať Pardubice – Jaroměř – Liberec          | 2/1                  | 307,00    | 1859             |
| 161      | Říkovský III            | Proseč (Záhoří) 50°37′30″ s. š., 15°18′6″ v. d.                                 | Okres Semily              | Železný Brod — Semily                                                    | Železniční trať Pardubice – Jaroměř – Liberec          | 2/1                  | 264,85    | 1859             |
| 162      | Říkovský IV             | Proseč (Záhoří) 50°37′41″ s. š., 15°18′10″ v. d.                                | Okres Semily              | Železný Brod — Semily                                                    | Železniční trať Pardubice – Jaroměř – Liberec          | 2/1                  | 199,85    | 1859             |
| 163      | Líšeňský                | Líšný 50°38′56″ s. š., 15°13′ v. d.                                             | Okres Jablonec nad Nisou  | Malá Skála — Železný Brod                                                | Železniční trať Pardubice – Jaroměř – Liberec          | 2/1                  | 423,86    | 1859             |
| 164      | Rakouský                | Rakousy 50°37′13″ s. š., 15°10′51″ v. d.                                        | Okres Semily              | Turnov — Malá Skála                                                      | Železniční trať Pardubice – Jaroměř – Liberec          | 2/1                  | 211,15    | 1859             |
| 165      | Sychrovský              | Radimovice 50°37′28″ s. š., 15°4′53″ v. d.                                      | Okres Liberec             | Sychrov — Turnov                                                         | Železniční trať Pardubice – Jaroměř – Liberec          | 2/1                  | 640,21    | 1859             |
| 166      | Sedlejovický            | Radostín 50°38′2″ s. š., 15°5′31″ v. d.                                         | Okres Liberec             | Hodkovice nad Mohelkou — Sychrov                                         | Železniční trať Pardubice – Jaroměř – Liberec          | 2/1                  | 77,12     | 1859             |
| 167      | Mníšecký                | Oldřichov v Hájích - Raspenava 50°51′46″ s. š., 15°6′13″ v. d.                  | Okres Liberec             | Mníšek — Raspenava                                                       | Železniční trať Liberec–Zawidów                        | 2/1                  | 529,37    | 1875             |
| 168      | Rigelský                | Frýdlant 50°55′51″ s. š., 15°2′35″ v. d.                                        | Okres Liberec             | Frýdlant v Čechách — Višňová                                             | Železniční trať Liberec–Zawidów                        | 2/1                  | 139,05    | 1875             |
| 169      | Novopacký               | Heřmanice (Nová Paka) 50°28′41″ s. š., 15°31′33″ v. d.                          | Okres Jičín               | Horní Nová Ves – Nová Paka                                               | Trať 040                                               | 1                    | 347,95    | 1871             |
| 170      | Hradský                 | Jablonec nad Jizerou 50°40′43″ s. š., 15°27′13″ v. d.                           | okres Semily              | Poniklá zastávka – Jablonec nad Jizerou-Hradsko                          | Trať 042                                               | 1                    | 118,00    | 1899             |
| 171      | Skalský                 | Sudoměř 50°25′52″ s. š., 14°45′47″ v. d.                                        | Okres Mladá Boleslav      | Katusice – Skalsko                                                       | Trať 064                                               | 1                    | 80,96     | 1905             |
| 172      | Návarovský              | Držkov 50°41′3″ s. š., 15°19′21″ v. d.                                          | Okres Jablonec nad Nisou  | Návarov – Držkov                                                         | Trať 035                                               | 1                    | 172,14    | 1876             |
| 173      | Haratický               | Držkov 50°41′42″ s. š., 15°19′29″ v. d.                                         | Okres Jablonec nad Nisou  | Držkov – Plavy                                                           | Trať 035                                               | 1                    | 191,70    | 1876             |
| 174      | Prosečský               | Jablonec nad Nisou 50°43′16″ s. š., 15°8′59″ v. d.                              | Okres Jablonec nad Nisou  | Proseč nad Nisou – Jablonec nad Nisou dolní nádraží                      | 036 Tanvald – Harrachov                                | 1                    | 63,35     | 1890             |
| 175      | Dolnolučanský           | Lučany nad Nisou 50°44′9″ s. š., 15°12′38″ v. d.                                | Okres Jablonec nad Nisou  | Jablonecké Paseky – Lučany nad Nisou                                     | 036 Tanvald – Harrachov                                | 1                    | 82,00     | 1894             |
| 176      | Smržovský               | Lučany nad Nisou 50°44′21″ s. š., 15°13′59″ v. d.                               | Okres Jablonec nad Nisou  | Lučany nad Nisou – Smržovka                                              | 036 Tanvald – Harrachov                                | 1                    | 417,00    | 1894             |
| 177      | Hornotanvaldský         | Tanvald 50°44′6″ s. š., 15°17′39″ v. d.                                         | Okres Jablonec nad Nisou  | Smržovka dolní nádraží – Tanvald zastávka                                | 036 Tanvald – Harrachov                                | 1                    | 71,00     | 1894             |
| 178      | Dolnotanvaldský         | Tanvald 50°44′5″ s. š., 15°17′55″ v. d.                                         | Okres Jablonec nad Nisou  | Smržovka dolní nádraží – Tanvald zastávka                                | 036 Tanvald – Harrachov                                | 1                    | 48,00     | 1894             |
| 179      | Žďárský                 | Tanvald 50°44′49″ s. š., 15°18′45″ v. d.                                        | Okres Jablonec nad Nisou  | Tanvald – Desná                                                          | 036 Tanvald – Harrachov                                | 1                    | 67,18     | 1890             |
| 180      | Desenský                | Desná 50°45′32″ s. š., 15°18′36″ v. d.                                          | Okres Jablonec nad Nisou  | Desná – Desná-Riedlova vila                                              | 036 Tanvald – Harrachov                                | 1                    | 252,05    | 1890             |
| 181      | Dolnopolubenský         | Desná 50°45′37″ s. š., 15°19′14″ v. d.                                          | Okres Jablonec nad Nisou  | Desná-Riedlova vila – Dolní Polubný                                      | 036 Tanvald – Harrachov                                | 1                    | 166,30    | 1890             |
| 182      | Polubenský              | Desná a Kořenov 50°45′58″ s. š., 15°21′14″ v. d.                                | Okres Jablonec nad Nisou  | Kořenov zastávka – Kořenov                                               | 036 Tanvald – Harrachov                                | 1                    | 940,00    | 1890             |
| 183      | Harrachovský            | Kořenov 50°46′45″ s. š., 15°22′21″ v. d.                                        | Okres Jablonec nad Nisou  | Kořenov – Harrachov                                                      | 036 Tanvald – Harrachov                                | 1                    | 279,74    | 1890             |
| 201      | Budkovický              | Ivančice (Budkovice) 49°4′47″ s. š., 16°22′55″ v. d.                            | okres Brno-venkov         | Moravské Bránice – Budkovice                                             | 244 Brno – Hrušovany nad Jevišovkou                    | 2/1                  | 139,86    | 1870             |
| 202      | Na Réně                 | Ivančice (Budkovice, Kounické Předměstí) 49°4′53″ s. š., 16°23′18″ v. d.        | okres Brno-venkov         | Moravské Bránice – Budkovice                                             | 244 Brno – Hrušovany nad Jevišovkou                    | 2/1                  | 147,32    | 1870             |
| 203      | Velký Prštický          | Prštice, Radostice 49°7′49″ s. š., 16°27′51″ v. d.                              | okres Brno-venkov         | Radostice – Silůvky                                                      | 244 Brno – Hrušovany nad Jevišovkou                    | 2/1                  | 322,15    | 1870             |
| 204      | Malý Prštický           | Radostice 49°8′20″ s. š., 16°27′50″ v. d.                                       | okres Brno-venkov         | Střelice – Radostice                                                     | 244 Brno – Hrušovany nad Jevišovkou                    | 2/1                  | 85,07     | 1870             |
| 205      | Blanenský č. 1          | Brno (Obřany) 49°13′32″ s. š., 16°39′50″ v. d.                                  | okres Brno-město          | Brno-Maloměřice – Bílovice nad Svitavou                                  | 260 Brno – Česká Třebová                               | 2                    | 87,80     | 1849             |
| 206      | Blanenský č. 2          | Brno (Obřany) 49°13′59″ s. š., 16°40′14″ v. d.                                  | okres Brno-město          | Brno-Maloměřice – Bílovice nad Svitavou                                  | 260 Brno – Česká Třebová                               | 2                    | 164,50    | 1849             |
| 207      | Blanenský č. 3          | Bílovice nad Svitavou 49°16′14″ s. š., 16°39′56″ v. d.                          | okres Brno-venkov         | Bílovice nad Svitavou – Babice nad Svitavou                              | 260 Brno – Česká Třebová                               | 2                    | 276,13    | 1849             |
| 208      | Blanenský č. 4          | Babice nad Svitavou 49°16′24″ s. š., 16°40′5″ v. d.                             | okres Brno-venkov         | Bílovice nad Svitavou – Babice nad Svitavou                              | 260 Brno – Česká Třebová                               | 2                    | 244,00    | 1849             |
| 211      | Blanenský č. 7          | Adamov 49°18′35″ s. š., 16°38′30″ v. d.                                         | okres Blansko             | Adamov zastávka – Blansko                                                | 260 Brno – Česká Třebová                               | 2                    | 165,00    | 1849             |
| 212      | Blanenský č. 8/1        | Olomučany 49°19′29″ s. š., 16°38′27″ v. d.                                      | okres Blansko             | Adamov zastávka – Blansko                                                | 260 Brno – Česká Třebová                               | 2/1                  | 493,56    | 1849             |
| 213      | Blanenský č. 9          | Blansko (Olešná u Blanska) 49°20′13″ s. š., 16°38′49″ v. d.                     | okres Blansko             | Adamov zastávka – Blansko                                                | 260 Brno – Česká Třebová                               | 2                    | 327,30    | 1849             |
| 214      | Blanenský č. 10         | Blansko (Olešná u Blanska) 49°20′26″ s. š., 16°38′58″ v. d.                     | okres Blansko             | Adamov zastávka – Blansko                                                | 260 Brno – Česká Třebová                               | 2                    | 103,00    | 1849             |
| 215      | Muzlovský               | Banín 49°39′54″ s. š., 16°28′50″ v. d.                                          | okres Svitavy             | Dlouhá – Hradec nad Svitavou                                             | 260 Brno – Česká Třebová                               | 2                    | 227,00    | 1849             |
| 216      | Doubravnický            | Doubravník 49°25′13″ s. š., 16°22′3″ v. d.                                      | okres Brno-venkov         | Prudká zastávka – Doubravník                                             | 251 Žďár nad Sázavou – Tišnov                          | 1                    | 110,60    | 1905             |
| 217      | Obřanský                | Brno (Obřany) 49°13′48″ s. š., 16°39′5″ v. d.                                   | okres Brno-město          | Brno-Maloměřice – Brno-Lesná                                             | 250 Havlíčkův Brod – Kúty (SK)                         | 2                    | 64,58     | 1951             |
| 218      | Cacovický               | Brno (Husovice) 49°13′28″ s. š., 16°38′8″ v. d.                                 | okres Brno-město          | Brno-Maloměřice – Brno-Lesná                                             | 250 Havlíčkův Brod – Kúty (SK)                         | 2                    | 70,00     | 1947             |
| 219      | Husovický               | Brno (Husovice, Lesná) 49°13′13″ s. š., 16°38′1″ v. d.                          | okres Brno-město          | Brno-Maloměřice – Brno-Lesná                                             | 250 Havlíčkův Brod – Kúty (SK)                         | 2                    | 260,24    | 1947             |
| 220      | Královopolský           | Brno (Královo Pole) 49°13′36″ s. š., 16°36′17″ v. d.                            | okres Brno-město          | Brno-Lesná – Brno-Královo Pole                                           | 250 Havlíčkův Brod – Kúty (SK)                         | 2                    | 88,00     | 1950             |
| 221      | Loučský                 | Dolní Loučky 49°21′18″ s. š., 16°21′40″ v. d.                                   | okres Brno-venkov         | Tišnov – Dolní Loučky                                                    | 250 Havlíčkův Brod – Kúty (SK)                         | 2                    | 632,75    | 1953             |
| 222      | Lubenský                | Lubné 49°21′8″ s. š., 16°17′4″ v. d.                                            | okres Brno-venkov         | Říkonín – Níhov                                                          | 250 Havlíčkův Brod – Kúty (SK)                         | 2                    | 212,85    | 1953             |
| 223      | Níhovský                | Lubné, Níhov 49°20′45″ s. š., 16°16′36″ v. d.                                   | okres Brno-venkov         | Říkonín – Níhov                                                          | 250 Havlíčkův Brod – Kúty (SK)                         | 2                    | 531,05    | 1953             |
| 224      | Havlíčkobrodský         | Havlíčkův Brod 49°35′41″ s. š., 15°36′24″ v. d.                                 | okres Havlíčkův Brod      | Havlíčkův Brod – Pohledští Dvořáci                                       | 250 Havlíčkův Brod – Kúty (SK)                         | 2                    | 623,00    | 1952             |
| 225      | Znojemský               | Znojmo 48°52′10″ s. š., 16°1′50″ v. d.                                          | okres Znojmo              | Znojmo – Citonice                                                        | 241 Znojmo – Okříšky                                   | 2/1                  | 35,42     | 1870             |
| 226      | Blanenský č. 8/2        | Olomučany 49°19′29″ s. š., 16°38′29″ v. d.                                      | okres Blansko             | Adamov zastávka – Blansko                                                | 260 Brno – Česká Třebová                               | 1                    | 556,71    | 1992             |
| 251      | Smilovský I             | Hlubočky (Hrubá Voda) 49°41′53″ s. š., 17°26′28″ v. d.                          | okres Olomouc             | Hrubá Voda-Smilov – Jívová                                               | 310 Olomouc – Opava                                    | 1                    | 107,25    | 1872             |
| 252      | Smilovský II            | Hlubočky (Hrubá Voda) 49°41′58″ s. š., 17°26′15″ v. d.                          | okres Olomouc             | Hrubá Voda-Smilov – Jívová                                               | 310 Olomouc – Opava                                    | 1                    | 119,44    | 1872             |
| 253      | Jívovský                | Hlubočky (Hrubá Voda), Jívová 49°42′8″ s. š., 17°26′3″ v. d.                    | okres Olomouc             | Hrubá Voda-Smilov – Jívová                                               | 310 Olomouc – Opava                                    | 1                    | 152,58    | 1872             |
| 254      | Domašovský              | Domašov nad Bystřicí 49°43′19″ s. š., 17°26′58″ v. d.                           | okres Olomouc             | Jívová – Domašov nad Bystřicí                                            | 310 Olomouc – Opava                                    | 1                    | 120,70    | 1872             |
| 255      | Milotický               | Nové Heřminovy 50°1′1″ s. š., 17°31′45″ v. d.                                   | okres Bruntál             | Bruntál – Milotice nad Opavou                                            | 310 Olomouc – Opava                                    | 1                    | 249,41    | 1872             |
| 256      | Dolnolipovský           | Lipová-lázně (Dolní Lipová) 50°13′55″ s. š., 17°8′45″ v. d.                     | okres Jeseník             | Lipová Lázně – Lipová Lázně jeskyně                                      | 295 Lipová Lázně – Javorník ve Slezsku                 | 1                    | 105,00    | 1897             |
| 261      | Brumovský               | Brumov-Bylnice (Brumov) 49°5′31″ s. š., 18°1′43″ v. d.                          | okres Zlín                | Brumov – Brumov střed                                                    | 283 Horní Lideč – Bylnice                              | 2/1                  | 250,29    | 1928             |
| 262      | Návojský                | Brumov-Bylnice (Brumov), Návojná 49°6′15″ s. š., 18°2′10″ v. d.                 | okres Zlín                | Valašské Klobouky – Návojná                                              | 283 Horní Lideč – Bylnice                              | 1                    | 887,83    | 1928             |
| 263      | Střelenský              | Střelná 49°10′32″ s. š., 18°6′19″ v. d.                                         | okres Vsetín              | Střelná – Strelenka (SK)                                                 | 280 Hranice na Moravě – Púchov (SK)                    | 2                    | 298,17    | 1936             |
| 501      | Vepřek                  | Nová Ves (Vepřek) 50°18′43″ s. š., 14°19′44″ v. d.                              | okres Mělník              | Nové Ouholice – Mlčechvosty                                              | 090 Kralupy nad Vltavou – Děčín                        | 2                    | 389,85    | 2002             |
| 502      | Březenský               | Březno, Droužkovice 50°24′55″ s. š., 13°25′44″ v. d.                            | okres Chomutov            | Březno u Chomutova – Droužkovice                                         | 124 Lužná u Rakovníka – Chomutov                       | 1                    | 1758,2    | 2007             |
| 503      | Vítkovský jižní         | Praha (Žižkov) 50°5′21″ s. š., 14°27′11″ v. d.                                  | hlavní město Praha        | Praha hlavní nádraží – Praha-Vysočany/Praha-Holešovice                   | 070, 091, 221, 231                                     | 2                    | 1365,1    | 2008             |
| 504      | Vítkovský severní       | Praha (Žižkov) 50°5′22″ s. š., 14°27′11″ v. d.                                  | hlavní město Praha        | Praha hlavní nádraží – Praha-Libeň                                       | 011 Praha – Kolín                                      | 2                    | 1314      | 2008             |
| 505      | Osek                    | Osek (okres Beroun) 49°49′37″ s. š., 13°51′16″ v. d.                            | okres Beroun              | Beroun – Zbiroh                                                          | 170 Praha – Plzeň                                      | 2                    | 324       | 2011             |
| 506      | Votický                 | Votice 49°39′11″ s. š., 14°37′32″ v. d.                                         | okres Benešov             | Olbramovice – Votice                                                     | 220                                                    | 2                    | 590       | 2011             |
| 507      | Olbramovický            | Olbramovice 49°39′29″ s. š., 14°37′22″ v. d.                                    | okres Benešov             | Olbramovice – Votice                                                     | 220                                                    | 2                    | 480       | 2011             |
| 508      | Zahradnický             | Zahradnice 49°41′15″ s. š., 14°37′52″ v. d.                                     | okres Benešov             | Olbramovice – Tomice                                                     | 220                                                    | 2                    | 1044      | 2012             |
| 509      | Tomický I               | Olbramovice 49°42′8″ s. š., 14°39′35″ v. d.                                     | okres Benešov             | Tomice – Bystřice u Benešova                                             | 220                                                    | 2                    | 324       | 2012             |
| 510      | Tomický II              | Olbramovice 49°42′34″ s. š., 14°39′46″ v. d.                                    | okres Benešov             | Tomice – Bystřice u Benešova                                             | 220                                                    | 2                    | 252       | 2012             |
| 551      | Krasíkovský             | Krasíkov 49°51′19″ s. š., 16°42′15″ v. d.                                       | okres Ústí nad Orlicí     | Krasíkov – Tatenice                                                      | 270 Česká Třebová – Bohumín                            | 2                    | 1091      | 2004             |
| 552      | Tatenický               | Tatenice 49°51′36″ s. š., 16°42′43″ v. d.                                       | okres Ústí nad Orlicí     | Tatenice – Hoštejn                                                       | 270 Česká Třebová – Bohumín                            | 2                    | 142       | 2004             |
| 553      | Třebovický              | Třebovice 49°51′34″ s. š., 16°31′ v. d.                                         | okres Ústí nad Orlicí     | Třebovice v Čechách – Rudoltice v Čechách                                | 270                                                    | 2                    | 94,97     | 2005             |
| 554      | Malá Huba               | Tatenice 49°51′53″ s. š., 16°43′51″ v. d.                                       | okres Ústí nad Orlicí     | Tatenice – Hoštejn                                                       | 270 Česká Třebová – Přerov                             | 2                    | 324       | 2005             |
| 555      | Hněvkovský I            | Zábřeh (Hněvkov) 49°51′51″ s. š., 16°48′39″ v. d.                               | okres Šumperk             | Hoštejn – Lupěné                                                         | 270 Česká Třebová – Přerov                             | 2                    | 180       | 2006             |
| 556      | Hněvkovský II           | Zábřeh (Hněvkov) 49°51′53″ s. š., 16°49′33″ v. d.                               | okres Šumperk             | Hoštejn – Lupěné                                                         | 270 Česká Třebová – Přerov                             | 2                    | 461,85    | 2006             |
| 561      | Jablunkovský II         | Mosty u Jablunkova 49°30′51″ s. š., 18°45′8″ v. d.                              | okres Frýdek-Místek       | Mosty u Jablunkova – Mosty u Jablunkova zastávka                         | 320 Bohumín – Čadca (SK)                               | 2                    | 612       | 2013             |
| ?        | Sudoměřický             | Sudoměřice u Tábora 49°29′53″ s. š., 14°39′17″ v. d.                            | okres Tábor               | Sudoměřice u Tábora – Chotoviny                                          | 220 Praha – České Budějovice                           | 2                    | 444       | 2015             |
| ?        | Ejpovický               | Kyšice, Plzeň 49°46′ s. š., 13°26′53″ v. d.                                     | okres Plzeň-město         | Ejpovice – Plzeň-Doubravka                                               | 170 Praha – Plzeň                                      | 2                    | 4150      | 2018             |
| ?        | Deboreč                 | Ješetice, Horní Borek, Červený Újezd u Miličína 49°34′33″ s. š., 14°36′6″ v. d. | okres Benešov             | Votice – Sudoměřice u Tábora                                             | 220 Praha – České Budějovice                           | 2                    | 660       | 2022             |
| ?        | Mezno                   | Střezimíř, Stupčice 49°32′23″ s. š., 14°37′42″ v. d.                            | okres Benešov             | Votice – Sudoměřice u Tábora                                             | 220 Praha – České Budějovice                           | 2                    | 840       | 2022             |
| ?        | Zvěrotický              | Zvěrotice 49°16′7″ s. š., 14°43′58″ v. d.                                       | okres Tábor               | Planá nad Lužnicí – Soběslav                                             | 220 Praha – České Budějovice                           | 2                    | 370       | 2022             |

## Zrušené tunely
Některé železniční tunely byly již zrušeny nebo opuštěny.
| Evid. č. | Název           | Obec (k. ú.)                                           | Okres                 | Úsek                                             | Trať                                | Kolejí (stav./prov.) | Délka m        | Období provozu            | Stav                                     |
| -------- | --------------- | ------------------------------------------------------ | --------------------- | ------------------------------------------------ | ----------------------------------- | -------------------- | -------------- | ------------------------- | ---------------------------------------- |
| ?        | Slavíčský       | Hranice (Slavíč) 49°32′39″ s. š., 17°39′16″ v. d.      | okres Přerov          | Lipník nad Bečvou – Drahotuše                    | 271 Přerov – Bohumín                | 1                    | 255 (240)      | 1846–1895                 | opuštěn                                  |
| ?        | Bohdalecký      | Praha (Michle) 50°3′27″ s. š., 14°27′34″ v. d.         | hlavní město Praha    | Praha-Vršovice – Praha-Michle                    | 210 Praha – Čerčany/Dobříš          | 1                    | 94             | 1882–1929                 | nahrazen zářezem                         |
| ?        | Choceňský       | Choceň 49°59′47″ s. š., 16°13′49″ v. d.                | okres Ústí nad Orlicí | Choceň – Brandýs nad Orlicí                      | 010 Kolín – Česká Třebová           | 2                    | 255,9          | 1845–1949                 | nahrazen zářezem                         |
| ?        | Jáchymovský     | Jáchymov 50°21′20″ s. š., 12°56′1″ v. d.               | okres Karlovy Vary    | Horní Žďár – Jáchymov                            | Ostrov nad Ohří – Jáchymov          | 1                    | 18,3           | 1896–1957                 | cyklostezka                              |
| ?        | Litoměřický     | Litoměřice 50°31′57″ s. š., 14°8′3″ v. d.              | okres Litoměřice      | Litoměřice dolní nádraží – Litoměřice město      | 072 Lysá nad Labem – Ústí nad Labem | 2/1                  | 350,00         | 1874–1958                 | opuštěn                                  |
| ?        | Blanenský č. 5  | Bílovice nad Svitavou 49°16′46″ s. š., 16°40′29″ v. d. | okres Brno-venkov     | Babice nad Svitavou – Adamov                     | 260 Brno – Česká Třebová            | 2                    | 76             | 1849–1974                 | nahrazen zářezem                         |
| ?        | Blanenský č. 6  | Babice nad Svitavou 49°17′11″ s. š., 16°40′8″ v. d.    | okres Brno-venkov     | Babice nad Svitavou – Adamov                     | 260 Brno – Česká Třebová            | 2                    | 72             | 1849 – 80. léta 20. stol. | nahrazen zářezem                         |
| ?        | Starý Libeňský  | Praha (Libeň) 50°6′14″ s. š., 14°28′50″ v. d.          | hlavní město Praha    | Praha-Vysočany – Praha-Libeň dolní nádraží       | 231 Praha – Kolín                   | 1                    | 50             | 1875–1984                 | snesen                                   |
| 25       | Hornoslavkovský | Horní Slavkov 50°8′ s. š., 12°48′21″ v. d.             | okres Sokolov         | Ležnice – Horní Slavkov                          | Krásný Jez – Loket                  | 1                    | 155,00         | 1901–1997                 | opuštěn                                  |
| 26       | Cechšský        | Loket 50°10′39″ s. š., 12°46′6″ v. d.                  | okres Sokolov         | Údolí – Loket předměstí                          | Krásný Jez – Loket                  | 1                    | 63,10          | 1901–1997                 | opuštěn                                  |
| 27       | Loketský I      | Loket (Údolí) 50°10′44″ s. š., 12°46′4″ v. d.          | okres Sokolov         | Údolí – Loket předměstí                          | Krásný Jez – Loket                  | 1                    | 65,40          | 1901–1997                 | opuštěn                                  |
| 258      | Tatenický       | Krasíkov 49°51′21″ s. š., 16°41′55″ v. d.              | okres Ústí nad Orlicí | Krasíkov – Tatenice                              | 270 Česká Třebová – Přerov          | 2                    | 146,20 (145,8) | 1845–2004                 | opuštěn, jižní portál zasypán            |
| 257      | Třebovický      | Třebovice 49°51′33″ s. š., 16°30′54″ v. d.             | okres Ústí nad Orlicí | Třebovice v Čechách – Rudoltice v Čechách        | 270                                 | 1                    | 512,53         | 1845–1866, 1932–2005      | zasypán                                  |
| 259      | Jablunkovský II | Mosty u Jablunkova 49°30′51″ s. š., 18°45′8″ v. d.     | okres Frýdek-Místek   | Mosty u Jablunkova – Mosty u Jablunkova zastávka | 320 Bohumín – Čadca (SK)            | 1                    | 608,09         | 1917–2007                 | nahrazen novým stejnojmenným tunelem     |
| 104      | Žižkovský       | Praha (Žižkov) 50°5′26″ s. š., 14°27′43″ v. d.         | hlavní město Praha    | Praha-hlavní nádraží – Praha-Vítkov              | 011, 070, 091, 221, 231             | 1                    | 303,00         | 1872–2008                 | cyklostezka                              |
| 260      | Jablunkovský I  | Mosty u Jablunkova 49°30′51″ s. š., 18°45′7″ v. d.     | okres Frýdek-Místek   | Mosty u Jablunkova – Mosty u Jablunkova zastávka | 320 Bohumín – Čadca (SK)            | 1                    | 606,47         | 1870–2013                 | částečně úniková štola, částečně zasypán |